# 13775 Thébault
13775 Thébault eller 1998 TL32 är en asteroid i huvudbältet som upptäcktes den 11 oktober 1998 av LONEOS vid Anderson Mesa Station. Den är uppkallad efter astronomen Philippe Thébault.
Asteroiden har en diameter på ungefär 9 kilometer.